# 2400
2400（二千四百、二四〇〇、にせんしひゃく、にせんよんひゃく）は、自然数または整数において、2399の次で2401の前の数である。

## 性質
- 2400は合成数であり、約数は1, 2, 3, 4, 5, 6, 8, 10, 12, 15, 16, 20, 24, 25, 30, 32, 40, 48, 50, 60, 75, 80, 96, 100, 120, 150, 160, 200, 240, 300, 400, 480, 600, 800, 1200, 2400である。
  - 約数の和は7812。
  - 591番目の過剰数である。1つ前は2394、次は2406。
- 484番目のハーシャッド数である。1つ前は2398、次は2401。
  - 6を基とする37番目のハーシャッド数である。1つ前は2310、次は3012。
- 2400 = 25 × 3 × 52
  - 3つの異なる素因数の積で p 5 × q 2 × r の形で表せる3番目の数である。1つ前は2016、次は3168。(オンライン整数列大辞典の数列 A179691)
- 約数の和が2400になる数は10個ある。(1026, 1064, 1194, 1593, 1653, 1715, 1797, 2189, 2291, 2399) 約数の和10個で表せる6番目の数である。1つ前は1260、次は3276。
- 各位の和が6になる64番目の数である。1つ前は2310、次は3003。
  - 各位の和が完全数になる65番目の数である。1つ前は2310、次は2899。（オンライン整数列大辞典の数列 A217747）

## その他 2400 に関連すること
- 「2400系」・「2400形」と呼ばれる鉄道車両の系列
  - 京阪2400系電車
  - 近鉄2400系電車
  - 小田急2400形電車
  - 京急2000形電車のうち4両編成のものは2400番台の車番である。
  - 西武2000系電車のうち2両編成のものは2400番台の車番である。
- PowerBook 2400cは1997年にアップルコンピュータから発売されたノートパソコンの機種名。